# Loretto Gemeinschaft
Die Loretto Gemeinschaft ist eine katholische Bewegung aus Österreich in der Rechtsform eines privaten Vereins gemäß Codex Iuris Canonici mit Sitz in Wien.

## Allgemeines
Im Jahr 1987 gründete der Salzburger Georg Mayr-Melnhof einen ersten Gebetskreis in Wien. Im Laufe der Jahre entstanden in ganz Österreich, in der Schweiz, Italien, Deutschland, Ungarn und London weitere Gebetskreise. Die sogenannten „Geistlichen Zentren“ liegen in Wien, Salzburg, Linz und Graz. 
Seit der Frühjahrsvollversammlung 2017 der Österreichischen Bischofskonferenz sind die Statuten der Gemeinschaft „als Statuten einer privaten kirchlichen Vereinigung“ (gemäß 321-326  CIC) auf unbestimmte Zeit anerkannt.
Der Name Loretto ist die deutsche Schreibweise des italienischen Wallfahrtsortes Loreto, wo der Überlieferung nach das Haus Mariens steht.
Die Gemeinschaft hat zwei hauptsächliche Ziele: Zum einen dient sie der persönlichen Gottsuche des Einzelnen und der gegenseitigen Stärkung und Heiligung in einer Gemeinschaft. Zum anderen initiiert und trägt sie verschiedene „Apostolate“ und versucht dadurch, eben jene „Räume“ zu schaffen, in denen Gott für Menschen erfahrbar wird.

### Leitung
Die Gemeinschaft wird von einem Gemeinschaftsrat, bestehend aus mehreren Personen, und von einem Gemeinschaftsleiter geleitet. Die Wahl beider findet alle vier Jahre statt.
Seit 2004 ist Maximilian Oettingen Gemeinschaftsleiter.

### Schwerpunkte
- Feier der Heiligen Messe
- Gebetskreise – Lobpreis, geistlicher Impuls und eucharistische Anbetung
- 24 / 7 Prayer – Gebetswochen mit immerwährender eucharistischer Anbetung
- Abende der Barmherzigkeit – geistlicher Impuls, eucharistische Anbetung und Beichtgelegenheit
- Alpha-Kurse – Glaubens-Einführungsseminare für Glaubens-Ferne, Neugetaufte und Interessierte
- Duc in altum – Theologisches Studienprogramm für Laien
- Familien-Gruppen – Gebetskreise für junge Familien
- Familien-Sonntage – mit Kinder-Gottesdiensten und gemeinsamem Mittagessen
- Fest der Jugend in Salzburg
- Gebetskreiskonferenz – jährlich in Oberösterreich
- Herbsttage – jährlich in Wien
- X-Fest – Abende mit Konzert, Gebet und Party

### Spiritualität
Die Gemeinschaft beschreibt sich selbst und ihre Spiritualität als „charismatisch, eucharistisch, marianisch, ökumenisch“.
„Im Herzen der katholischen Kirche beheimatet versteht sich die Loretto Gemeinschaft als ‚Bewegung‘ (‚Movimento‘), die für eine Erneuerung der Kirche betet, wirkt und lebt; […]. Als katholische Gemeinschaft schöpft sie aus dem Wort Gottes und den Sakramenten und bekennt sich zur Tradition und zum Lehramt.“
Der Engel des Herrn, ein Gebet über die Menschwerdung Jesu Christi, ist prägend für die Spiritualität der „Lorettos“. Sie wollen „marianisch“ leben, d. h., wie Maria den Heiligen Geist empfangen und sich als „Magd des Herrn“ verstehen, in deren Leben Gott „Fleisch“ werden kann.

## HOME Mission Base
In Salzburg ist die „Home Base gemeinnützige GmbH“ als Teil der Loretto Gemeinschaft an mehreren Standorten aktiv: Unter anderem direkt an der Salzach mit der „HOME Mission Base“, einem Haus für „Jüngerschaftsschulungen“ mit Seminarräumen, Wohngemeinschaften, Gebetsraum, Sozialprojekten und einem Restaurant. Im Restaurant La Cantina kann jeder Gast unabhängig von seiner sozialen Stellung so viel bezahlen, wie er geben kann und möchte.
Seit 2021 unterhält die Loretto-Gemeinschaft in Passau eine „Jüngerschaftsschule“, aus der eine „HOME Base“ werden soll.

## Kritik
Die Loretto-Gemeinschaft wurde von der österreichischen Tageszeitung Der Standard unter anderem als „missionarisch und fundamental“ bezeichnet; sie sei schwer von einer evangelikalen Gruppe zu unterscheiden und gelte als „äußerst konservativ, bibeltreu und elitär“. Das österreichische Studierendenmagazin Unipress schrieb zu einem Kurs, der "Jüngerschaftsschule" folgendes: „Auch die sozialen Kontakte, sowohl nach innen als auch außen, unterliegen der Kontrolle des ‚Mission Base‘.“ Diese Kritik betrifft die "Jüngerschaftsschule", und nicht andere Angebote von Loretto. Jüngerschaftsschulen sind mehrmonatige theologische Vertiefungsprogramme und ähneln dem Konzept der "Exerzitien", die es im katholischen Bereich schon länger gibt. Jüngerschaftsschulen sind ferner auch in anderen christlichen Gemeinschaften bekannt, z. B. Jugend mit einer Mission.
Besondere Aufmerksamkeit erhielt Loretto 2022 in den österreichischen Medien, als eine ihrer Mitarbeiterinnen (Leiterin der Home-Akademie in der Mission Base) sich zur „Geweihten Jungfrau“ weihen ließ. Der Linzer Bischofsvikar Adi Trawöger hielt die anschließende „Hochzeitsreise“ für „überzogen“ und betont, dass diese Frauen mit ihrer Weihe üblicherweise sehr „diskret umgehen“.